# Jorge Porras
Jorge Porras (Medellín, 25 dicembre 1959) è un ex calciatore colombiano, di ruolo difensore.

## Carriera

### Club
Ha giocato dieci stagioni nella massima serie del campionato colombiano con l'América Cali.

### Nazionale
Dopo aver preso parte ai Giochi Olimpici del 1980, ha collezionato 20 presenze in Nazionale maggiore partecipando alla Copa América 1987.